# Heterochelus armipes
Heterochelus armipes är en skalbaggsart som beskrevs av Karl Henrik Boheman 1857. Heterochelus armipes ingår i släktet Heterochelus och familjen Melolonthidae. Inga underarter finns listade i Catalogue of Life.